# Édazi
Édazi (en rus: Эдази) és un poble de l'óblast de Leningrad, a Rússia, que el 2017 tenia 56 habitants.